# Cleverns
Cleverns ist ein Stadtteil von Jever im Landkreis Friesland in Niedersachsen, etwa 4 km vom Stadtkern entfernt. Durch den Ort verläuft die Landesstraße Jever – Cleverns – Rispel (L 813).

## Ortsname
Für den Ortsnamen Cleverns gibt es mehrere Bedeutungen. Einige Wissenschaftler vermuten, dass sich der Ortsname aus dem altfriesischen Wort Kleverer zusammensetzt. Im altfriesischen bedeutet die Vorsilbe Klever so viel wie Klee oder Kleeblatt. Kleeblatt wurde damals wahrscheinlich mit Glück verbunden. „Cleverns“ könnte daher Glückliches Dorf oder Kleeblätterdorf bedeuten.

## Geschichte

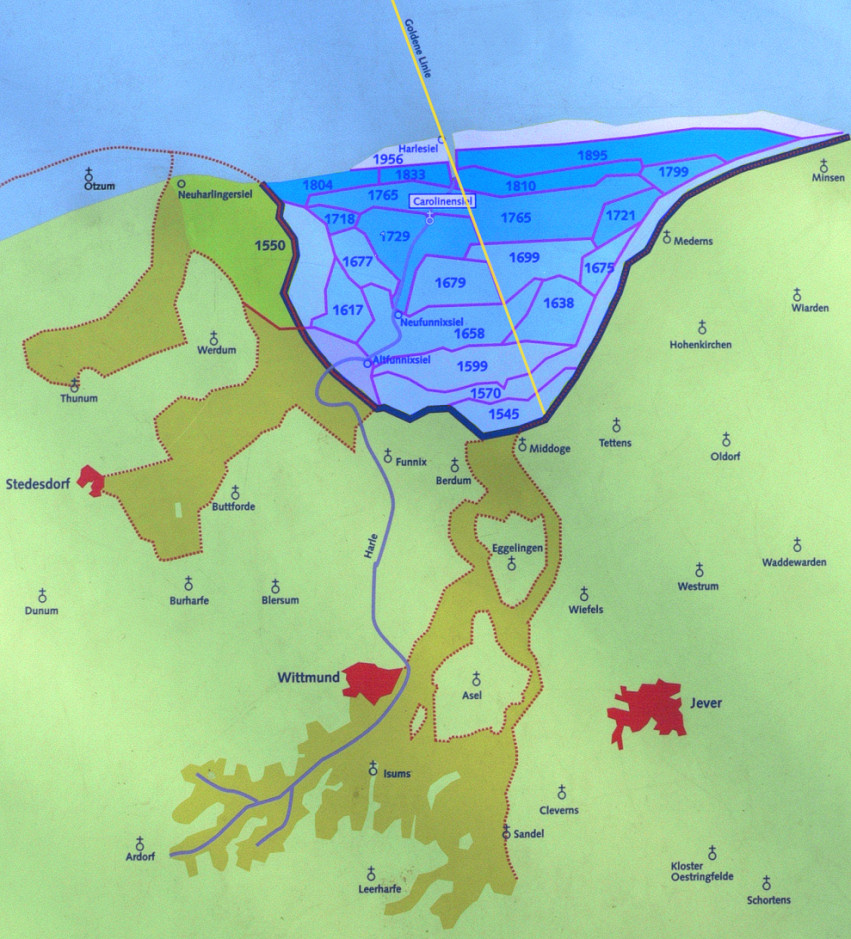
Frühere Harlebucht (blau) mit Goldener Linie, Erweiterungen nach der Zweiten Marcellusflut 1362

Das Gebiet in und um Cleverns weist Besiedlungsspuren aus der Steinzeit auf. Der Ort Cleverns gehört zu den ältesten Siedlungen im Jeverland. Beim Neubau eines Schulgebäudes im Jahr 1938 stieß man auf ein größeres Gräberfeld mit ungefähr 200 Grabstätten. Unter anderem wurde eine „Sachsenurne“ aus dem 5. Jahrhundert gefunden. Außerdem entdeckte man Gräber aus vorchristlicher Zeit. Als Grabbeigaben fanden sich Reste von altem Schmuck, die wahrscheinlich aus dem 9. Jahrhundert stammten.
Bei der Zweiten Marcellusflut von 1362 stieß das Wasser bis zu den Geestrandorten Möns, Sandel und Cleverns vor. Dadurch wurde die Harlebucht, die ursprünglich nur 10 Kilometer in das Landesinnere hineinragte, erheblich ausgeweitet. Zum Schutz vor erneuten Überschwemmungen erfolgten Deichbaumaßnahmen.
Die in den 1450er Jahren errichtete Burg Sandel bestand bis in die 1600er Jahre.
Die Gemeinde Cleverns wurde 1933 mit den Gemeinden Sandel, Schortens und Sande zur Großgemeinde Oestringen zusammengelegt. Der Bau eines Flugplatzes in Upjever, der am 1. Mai 1936 seinen Betrieb aufnahm, führte zu einer Zweiteilung des Gemeindegebietes, so dass es im Jahre 1948 fast zwangsläufig zur Auflösung Oestringens kam. Zusammen mit der ehemaligen Gemeinde Sandel bildete Cleverns nunmehr die Gemeinde Cleverns-Sandel, die am 1. Juli 1972 in die Stadt Jever eingegliedert wurde.
Im Jahr 1990 wurde Cleverns in der Gruppe der Ortschaften mit vorwiegend landwirtschaftlich-dörflichem Charakter als „Frieslands schönstes Dorf“ ausgezeichnet. Der Ort ist nach wie vor landwirtschaftlich geprägt, weitere Arbeitsplätze gibt es unter anderem im größten Gärtnereibetrieb des Landkreises Friesland sowie in einem Elektroinstallationsbetrieb und Elektrofachgeschäft. Die meisten Clevernser Arbeitnehmer sind sogenannte Auspendler.

## KircheZum Heilig Kreuz und St. Peter

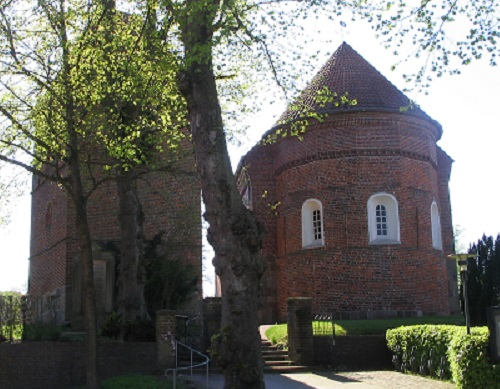
Kirche Zum Heilig Kreuz und St. Peter

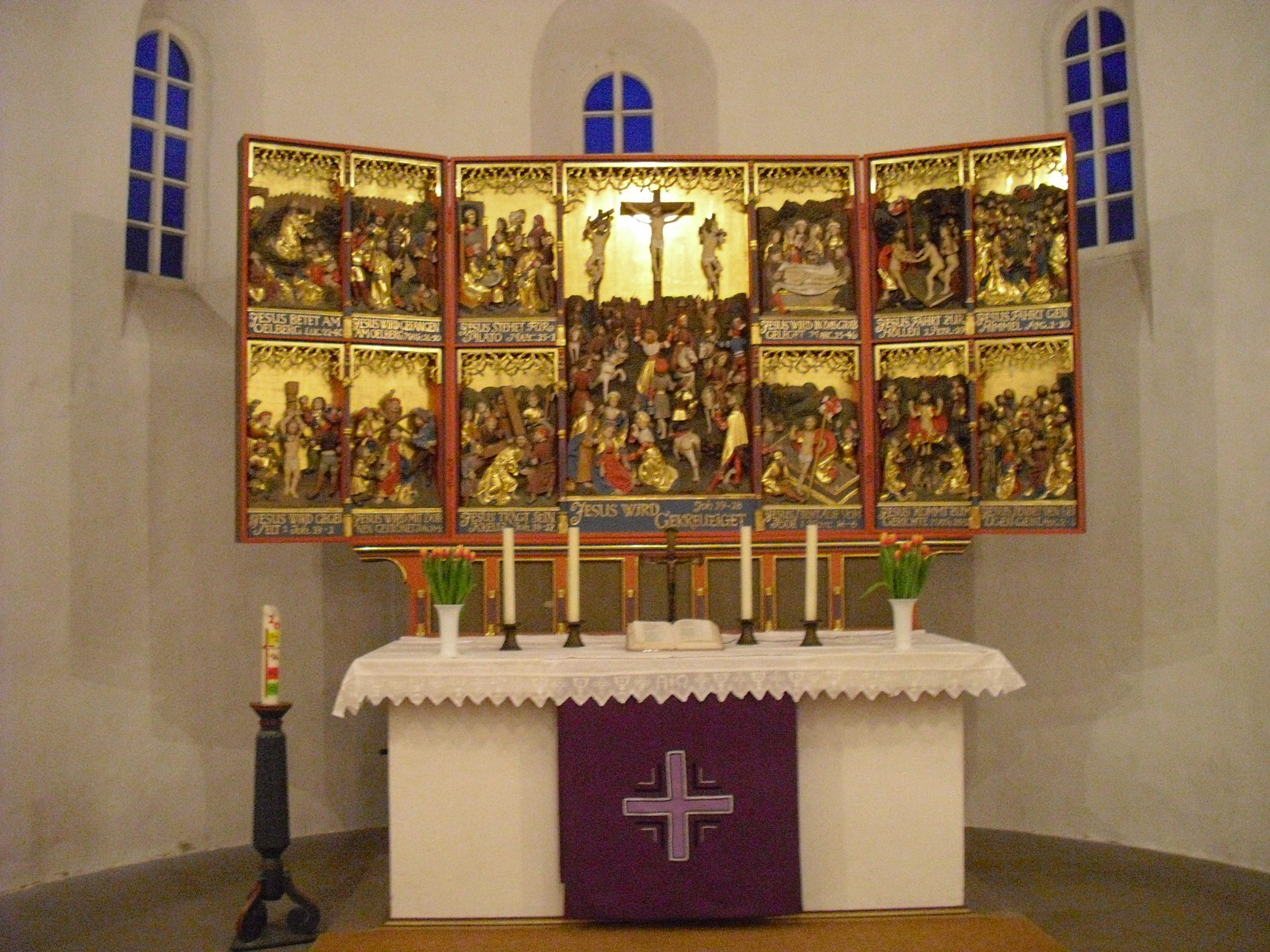
Altar der Kirche Zum Heilig Kreuz und St. Peter

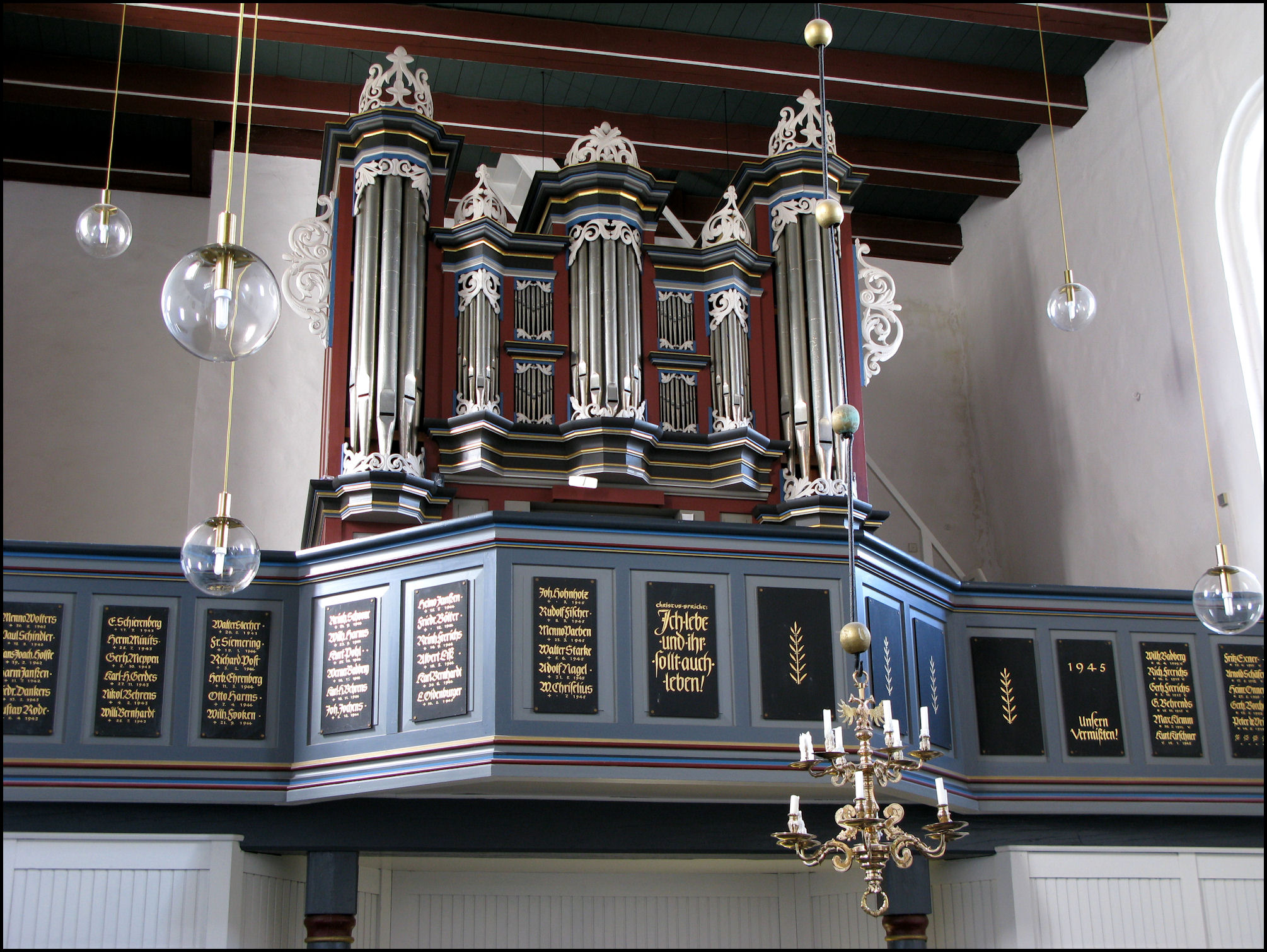
Orgel der Kirche Zum Heilig Kreuz und St. Peter

Die evangelisch-lutherische Kirche Zum Heilig Kreuz und St. Peter liegt – umgeben von einem Friedhof – auf einer Wurt. Sie wurde Ende des 12. Jahrhunderts / Anfang des 13. Jahrhunderts als einschiffiges romanisches Gotteshaus erbaut. In ihrem Innern befindet sich ein gotischer Lettner.
Der Kirchenaltar stammt aus den 20er Jahren des 16. Jahrhunderts. Das Altarbild zeigt auf bemerkenswerte Weise eine Szene aus der Geschichte der Kreuzigung Jesu.
Die Orgel ist ein Werk eines unbekannten Orgelbauers, das dieser etwa 1725 für die Kirche in Logabirum gebaut hatte. Vorgänger dieser Orgel war möglicherweise ein Positiv aus der Werkstatt Joachim Kaysers aus Jever. Als Gerhard Janssen Schmid 1812 in Logabirum eine neue Orgel baute, nahm er die alte in Zahlung und verkaufte sie an die Kirchengemeinde Cleverns. Die Orgel wurde 1907 durch einen Neubau ersetzt, bei dem das alte Gehäuse erhalten und durch zwei Seitentürme ergänzt wurde. Alfred Führer, in dessen Obhut das Instrument sich seit 1936 befand, schuf 1972 schließlich eine neue Orgel, die sich an der barocken Orgel des 18. Jahrhunderts orientierte.
Auf der Südostseite der Kirche steht der um 1500 errichtete Glockenturm.

## Religion
Die Clevernser gehören mit weitaus überwiegender Mehrheit der evangelisch-lutherischen Konfession an. Katholiken und Baptisten werden von den jeweiligen Kirchengemeinden in Jever versorgt.
Die ehemals eigenständige evangelisch-lutherische Kirchengemeinde Cleverns wurde 1938 mit der Kirchengemeinde Sandel zur Kirchengemeinde Cleverns-Sandel vereinigt. Die Kirchengemeinde Cleverns-Sandel verfügt über eine halbe Pfarrstelle. Die derzeitige Gemeindepfarrerin hat daneben eine halbe Pfarrstelle in der Kirchengemeinde Jever inne.

## Öffentliche Einrichtungen
Die Stadt Jever unterhält in Cleverns eine Grundschule für die Ortsteile Cleverns-Sandel und Rahrdum sowie einen Kindergarten für Kinder im Alter von 3 bis 6 Jahren.

## Vereinsleben
- Dorfgemeinschaft Cleverns e. V.[11]
- Freiwillige Feuerwehr Cleverns[12]
- LandFrauenverein Cleverns-Sandelermöns[13]
- Klootschießer- und Boßelverein „Kumm herut“ Cleverns e. V.[14]